# Nhịp cầu Hán ngữ
Nhịp cầu Hán ngữ (chữ Anh: Chinese Bridge) là một cuộc thi dành cho sinh viên quốc tế nhằm kiểm tra khả năng sử dụng tiếng Trung Quốc của họ, được tổ chức bởi Hanban, một tổ chức quốc gia của Trung Quốc, với mục tiêu giới thiệu tiếng Trung Quốc ra thế giới. Nhịp cầu Hán ngữ bắt đầu tổ chức vào năm 2002, với mục đích phát huy mạnh nền văn hoá Trung Hoa, nâng cao nhận thức và hiểu biết của nhân dân các nước trên thế giới về Trung Quốc, cũng như thúc đẩy giao lưu và hợp tác giữa Trung Quốc và các nước trong các lĩnh vực như chính trị, kinh tế, văn hoá và giáo dục. Kể từ khi tổ chức cuộc thi đầu tiên vào năm 2002, đã có hơn 150 quốc gia và hơn 1,4 triệu sinh viên yêu thích tiếng Trung Quốc tham gia “Nhịp cầu Hán ngữ”, và mỗi năm có hơn 100 triệu khán giả quốc tế theo dõi sự kiện này.
Có ba phiên bản: Một dành cho sinh viên đại học ngoài Trung Quốc, một dành cho học sinh trung học ngoài Trung Quốc, và một dành cho học sinh không phải người Trung Quốc đang theo học tại các cơ sở giáo dục ở Trung Quốc. Phiên bản đầu tiên được thành lập vào năm 2002 và phiên bản thứ hai được thành lập vào năm 2008.

## Cấu trúc cuộc thi
Cuộc thi “Nhịp cầu Hán ngữ” bao gồm hai giai đoạn: vòng đấu loại và vòng chung kết.
Vòng đấu loại ở nước ngoài được tổ chức bởi Sở Giáo dục và Văn hoá của đại sứ quán (lãnh sự quán) và các Học viện Khổng Tử. Vòng chung kết của cuộc thi dành cho học sinh trung học và sinh viên đại học tại Trung Quốc được tổ chức phối hợp giữa Hanban và chính quyền địa phương. Cuộc thi toàn cầu dành cho người nước ngoài có thêm phần đấu loại trong nước, còn vòng chung kết được tổ chức hợp tác giữa Hanban và Đài Truyền hình Trung ương Trung Quốc. Để nâng cao sức ảnh hưởng của thương hiệu, ba sự kiện này đều kết hợp với hình thức truyền hình trong phần chung kết.

## Nội dung thi đấu
1. Năng lực ngôn ngữ tiếng Trung Quốc (bốn năng lực nghe, nói, đọc, viết);
2. Kiến thức về tình thế Trung Quốc;
3. Kĩ năng văn hoá (ca hát, vũ đạo, khúc nghệ, tạp kĩ, biểu diễn bằng nhạc cụ, thư pháp, hội hoạ, cắt giấy, võ thuật, thể thao truyền thống, v.v.);
4. Năng lực tổng hợp (thông qua đào tạo, đánh giá trọng tâm sự hiểu biết và năng lực vận dụng thực tế của người chơi về tiếng Trung Quốc và nền văn hoá Trung Hoa).

Ngoài ra, các hình thức thi đấu có thể bao gồm các bài thi cơ sở như thi viết, thuyết trình, biểu diễn tài năng, và trả lời câu hỏi ngẫu nhiên.

## Đánh giá cuộc thi
Ban tổ chức vòng đấu loại của “Nhịp cầu Hán ngữ” sẽ mời các giám khảo trong lĩnh vực ngôn ngữ, văn hoá, nghệ thuật từ cả Trung Quốc và nước ngoài để đánh giá một cách công khai, công bằng và chính xác.
Vòng chung kết tại Trung Quốc sẽ có các giám khảo đến từ các lĩnh vực tương tự để chấm thi, đồng thời thành lập Uỷ ban Đánh giá Cuộc thi để giải quyết các tranh chấp phát sinh trong quá trình thi. Các cơ quan công chứng sẽ được mời đến để tiến hành chứng thực quá trình và kết quả của cuộc thi.

## Giải thưởng
Vòng chung kết của cuộc thi “Nhịp cầu Hán ngữ” có các giải thưởng cá nhân và tập thể, bao gồm giải vô địch tập thể, giải vô địch theo khu vực, giải cá nhân tổng hợp nhất, nhì, ba, cùng các giải đơn mục, giải xuất sắc và giải cho giáo viên dẫn dắt xuất sắc. Cụ thể về số lượng và phương thức trao thưởng sẽ được quy định trong kế hoạch sự kiện hàng năm.

## Ảnh hưởng và đánh giá
“Nhịp cầu Hán ngữ” đã trở thành một nền tảng quan trọng cho sinh viên các nước học tập tiếng Trung Quốc và tìm hiểu Trung Quốc, tạo thành một cây cầu khai thông tâm hồn giữa thanh niên Trung Quốc với các nước trên thế giới. Cuộc thi này đã giúp nhiều sinh viên nước ngoài hiểu rõ Trung Quốc, dẹp bỏ định kiến về Trung Quốc, và cho phép tiếng Trung Quốc trở thành “cây cầu” kết nối Trung Quốc và thế giới, tăng cường sự hiểu biết lẫn nhau giữa các nền văn hoá dân tộc trên thế giới.
Tính đến năm 2016, chuỗi cuộc thi “Nhịp cầu Hán ngữ” đã thu hút hơn một triệu thanh thiếu niên từ hơn 110 quốc gia tham gia, trở thành một sự kiện thương hiệu quan trọng trong lĩnh vực giao lưu văn hóa quốc tế, được ví như “Olympic” tiếng Trung Quốc, và được coi là “cây cầu văn hoá, cây cầu hữu nghị và cây cầu tâm hồn” nối liền thế giới.

## Lịch sử cuộc thi
| Nhịp cầu Hán ngữ   | Thời gian thi đấu       | Địa điểm thi đấu | Chủ đề                                     | Quán quân              |
| ------------------ | ----------------------- | ---------------- | ------------------------------------------ | ---------------------- |
| Cuộc thi lần I     | 10/8/2002 – 18/8/2002   | Sơn Đông         | The Premiere                               |                        |
| Cuộc thi lần II    | 10/12/2003 – 22/12/2003 | Bắc Kinh         | China in the 21st Century                  |                        |
| Cuộc thi lần III   | 7/8/2004 – 11/8/2004    | Bắc Kinh         | China, a Country with a Splendid Culture   |                        |
| Cuộc thi lần IV    | 13/7/2005 – 15/7/2005   | Bắc Kinh         | Experiencing the Beautiful China           | Anna Kuzina            |
| Cuộc thi lần V     | 18/7/2006 – 22/7/2006   | Bắc Kinh         | An Ethnically Diverse China                |                        |
| Cuộc thi lần VI    | 3/8/2007 – 6/8/2007     | Cát Lâm          | China Welcomes the Olympics                |                        |
| Cuộc thi lần VII   | 8/7/2008 – 1/8/2008     | Hồ Nam           | Fervor with the Olympics, Fun with Chinese | Lillian Okoye          |
| Cuộc thi lần VIII  | 16/7/2009 – 6/8/2009    | Hồ Nam           | Fun with Chinese, Hope of Success          |                        |
| Cuộc thi lần IX    | 15/7/2010 – 8/8/2010    | Hồ Nam           | Charming Chinese, Splendid EXPO            | Stewart Johnson        |
| Cuộc thi lần X     | 16/7/2011 – 8/8/2011    | Hồ Nam           | Bridge of Friendship, Resonance of Passion |                        |
| Cuộc thi lần XI    | 6/7/2012 – 26/7/2012    | Hồ Nam           | My Chinese Dream                           | Isaia Ratsizakaina     |
| Cuộc thi lần XIII  | 6/7/2014 – 3/8/2014     | Hồ Nam           | My Chinese Dream                           | Monica Cunha           |
| Cuộc thi lần XIV   | 6/7/2015 – 6/8/2015     | Hồ Nam           | Đa dạng                                    |                        |
| Cuộc thi lần XV    | 6/7/2016 – 8/8/2016     | Hồ Nam           | Đa dạng                                    |                        |
| Cuộc thi lần XVI   | 6/7/2017 – 3/8/2017     | Hồ Nam           | Đa dạng                                    | Mohamed Elmoiz Mohamed |
| Cuộc thi lần XXII  | 15/8/2023 – 5/9/2023    | Quảng Tây        | Toàn thế giới là một nhà                   | Iva Ilic (Serbia)      |
| Cuộc thi lần XXIII | 15/8/2024 – 2/9/2024    | Phúc Kiến        | Hán ngữ vui vẻ, gặt hái thành quả          | Benjamin Herman (Bỉ)   |